# Panzer Division Marduk
Albums de Marduk
Nightwing
(1998) Obedience
(2000)
Panzer Division Marduk est le sixième album studio du groupe de black metal suédois Marduk. L'album est sorti en juin 1999 sous le label Osmose Productions. C'est le dernier album que le groupe a sorti sous ce label.
Panzer Division Marduk est le deuxième album de la trilogie du sang, de la guerre et de la mort, la vision que le groupe se fait du black metal. Le prédécesseur étant Nightwing et le suivant La Grande Danse Macabre. Panzer Division Marduk a pour thème la guerre, traité à travers le prisme de la Seconde Guerre mondiale, le conflit le plus meurtrier de l'histoire de l'humanité.
La version originale de la pochette de l'album représente une déclinaison suédoise (le Stridsvagn 104) du tank britannique Centurion, et non pas un tank allemand. La ré-édition de 2008 représente un Panzer VI E "Tiger", renforçant ainsi le thème de la Seconde Guerre mondiale. Cela a déclenché une certaine polémique par rapport aux positions de Marduk sur le nazisme, bien que les rumeurs aient été démenties par le groupe.

## Musiciens
- Legion – chant
- Morgan Steinmeyer Håkansson – guitare
- B. War – basse
- Fredrik Andersson – batterie

## Liste des morceaux
1. Panzer Division Marduk – 2:39
2. Baptism by Fire – 3:51
3. Christraping Black Metal – 3:46
4. Scorched Earth – 3:37
5. Beast of Prey – 4:07
6. Blooddawn – 4:20
7. 502 – 3:14
8. Fistfucking God's Planet – 4:28
9. Deathride – 3:16
10. Todeskessel Kurland – 2:32